# 小田桐政信
小田桐 政信（おだぎり まさのぶ、慶応2年10月5日〈1866年11月11日〉 - 1945年〈昭和20年〉5月）は、明治から昭和時代戦前の実業家、政治家。青森市会議長。

## 経歴
青森県士族の小田桐伊三郎の長男として生まれ、1897年（明治30年）家督を継ぐ。青森県立弘前中学校（現・青森県立弘前高等学校）を卒業し、1895年（明治28年）青森警察署に出仕する。
青森製材製柾社長、青森製氷・函館運送社・青森運送合同・運送相互保証各取締役、青森薪炭監査役などを歴任し、のち推挙され青森市参事会員となる。ほか、1941年（昭和16年）8月に青森県会議員に当選した。のち青森市会議長在任中に死去した。